# Cuno Hoffmeister
Cuno Hoffmeister (2 febbraio 1892 – 2 gennaio 1968) è stato un astronomo tedesco.
Cuno Hoffmeister ha fondato l'Osservatorio di Sonneberg e scoperto approssimativamente 10.000 stelle variabili (di cui una, BL Lacertae, è risultata in seguito il prototipo della classe di oggetti BL Lac) e diversi asteroidi. Ha inoltre scoperto la cometa C/1959 O1. Il cratere Hoffmeister sulla Luna ha preso il nome da lui, così come gli asteroidi 1726 Hoffmeister e 4183 Cuno.
Fra i suoi studenti, si ricorda l'astronoma Eva Ahnert-Rohlfs.